# Z. Zeitschrift Marxistische Erneuerung
Die Z. Zeitschrift Marxistische Erneuerung (kurz Z. genannt) ist eine theoretisch-politische Vierteljahres-Zeitschrift, die 1990 aus der vormaligen „Erneuerer-Strömung“ der DKP und dem zuvor zur DKP gehörigen Institut für Marxistische Studien und Forschungen (IMSF) in Frankfurt am Main hervorging. Initiator war der Soziologe Heinz Jung (1935–1996). Sie erscheint im Format A5 mit rund 200 Seiten. Die Themenschwerpunkte der einzelnen Hefte beziehen sich auf aktuelle Diskussionen der antikapitalistischen Linken. Die Zeitschrift kooperiert mit Linksnet.
Die Gründer nahmen sich vor, nach dem Zusammenbruch des „realen Sozialismus“ einen Beitrag zur pluralistischen, undogmatischen Erneuerung marxistischen Denkens zu leisten. Bedingt durch den Entstehungshintergrund stammte ein großer Teil der Autoren anfangs aus der DKP (vorwiegend ausgetretene ehemalige, aber auch aktuelle Mitglieder) und ihrem ehemaligen Umfeld einschließlich der früheren linken Sozialdemokratie, aus der Linkspartei und Kreisen gewerkschaftsnaher Intellektueller. Gleichzeitig ist die Z offen für neue Strömungen der Linken. Neben Beiträgen deutscher bzw. deutschsprachiger Autoren druckt die Z häufig auch Übersetzungen von Texten marxistischer Theoretiker anderer Länder. Dem thematischen Schwerpunkt-Teil folgen in der Regel einige Beiträge außerhalb des Schwerpunkts, Berichte von Veranstaltungen und ausführliche Rezensionen neu erschienener Bücher.
Im Jahr 2019 waren folgende Personen Mitglied der Redaktion: Stefan Bollinger, Dominik Feldmann, John Lütten, Patrick Ölkrug, Jörg Goldberg, André Leisewitz, Jürgen Reusch, David Salomon, Michael Zander sowie Gerd Wiegel. Dem Beirat gehören elf Personen an, darunter Frank Deppe, Dieter Boris, Joachim Bischoff, Klaus Pickshaus und Harald Werner.